# Konsum-Investitions-Problem
Das Konsum-Investitions-Problem ist ein Standardproblem der modernen Finanzökonomik. Es stellt die Frage, wie ein risikoscheuer Konsument über seinen Lebenszyklus sein verfügbares Finanz- und Humankapital intertemporal anlegen und wie viel er zu jedem Zeitpunkt konsumieren sollte (d. h. wie hoch seine Sparquote sein sollte und welches Portfolio er für sein Anlagevermögen wählen sollte). Es lässt sich als stochastisches Optimierungsproblem über eine kontinuierliche brownsche Bewegung darstellen und wurde in seiner Grundform 1969 von Robert C. Merton für Stiftungen mit fester sowie mit unendlicher Lebensdauer mithilfe der Itō-Formel gelöst. Eine zentrale Einsicht von Mertons Modell ist, dass ein Anleger mit Standard-CRRA-Nutzenfunktion „kurzfristig“ anlegt; langfristige Anlage die Risiken nicht senkt. Des Weiteren ergibt sich, dass die Tobin-Separation aufrechterhalten werden kann. Risiko äußert sich im Modell konkret darin, dass die Sparquote und damit das für den Konsum verfügbare Kapital mit dem Kapitalmarkt schwankt: Erzielt der Kapitalmarkt Verluste, muss die Sparquote erhöht werden und umgekehrt. Sie ist nicht mehr nur abstrakt Schwankung der Größe des Vermögens. Das Mertons Modell überwindet damit die Defizite des Kapitalgutpreismodells. Verfeinerungen des Modells berücksichtigen Transaktionskosten, Rentenalterwahl, Insolvenz, menschentypische Lebenszyklen (d. h. stochastische Sterblichkeit) und andere Faktoren. Mertons Modell ist das Standardmodell für rationale, den gesamten Lebenszyklus berücksichtigende Finanzplanung geworden.